# 三宅邦子
三宅 邦子（みやけ くにこ、1916年9月17日 - 1992年11月4日）は、埼玉県南埼玉郡岩槻町（現さいたま市岩槻区）出身の女優。本名・三浦やす（みうら やす）。

## 来歴
天保年間創業の老舗料亭に生まれる。埼玉県立久喜高等女学校卒業後、松竹に入社し1934年に「夢のさゝやき 」で映画デビュー。1942年結婚のため退社したが1948年に復帰し、以降の小津安二郎監督作品の多くに出演した。小津の死後は「サインはV」「たけくらべ」などテレビ出演が多くなった。
1992年11月4日、急性心不全のため死去。76歳。
生家の料亭「ふな又」は、さいたま市岩槻区で現在も営業している。

## 出演作品

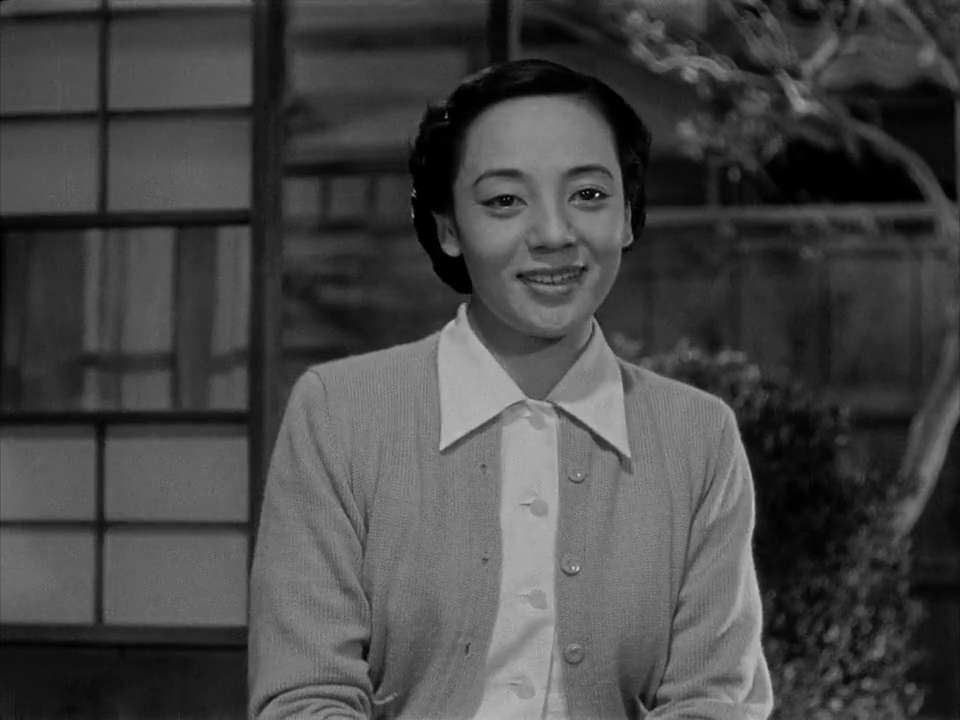
麦秋（1951年）

### 小津安二郎監督作品の出演映画
- 戸田家の兄妹（1941年）
- 晩春（1949年）
- 麦秋（1951年）
- お茶漬の味（1952年）
- 東京物語（1953年）
- 早春（1956年）
- お早よう（1959年）
- 秋日和（1960年）
- 秋刀魚の味（1962年）

### その他の出演映画
- 虞美人草（1935年）
- 婚約三羽烏（1937年）
- 家庭日記（1938年）
- 兄とその妹（1939年）
- お加代の覚悟（1939年）
- 新女性問答（1939年）
- みかへりの塔（1941年）
- 肖像（1948年）
- 獄門島（1949年）
- 深夜の告白（1949年）
- 帰郷（1950年）
- うず潮（1952年）
- 郷愁（1952年）
- 母の初恋（1954年）
- 絵島生島（1955年）- 天英院
- 二人の可愛い逃亡者　(1957年)
- 青空娘（1957年、大映）
- 海軍兵学校物語 あゝ江田島（1959年、大映） - 村瀬きく
- 細雪（1959年）
- 箱根山 (1962年)
- 若い東京の屋根の下（1963年）
- 大根と人参（1965年）
- 蛇娘と白髪魔（1968年、大映）
- まむしの兄弟 二人合わせて30犯（1974年） - 尾澤弥生
- 細雪（1983年）
- 森の向う側（1988年）
- 夢の涯てまでも Until the End of the World （1992年）（ヴィム・ヴェンダース監督作品）

など。

### テレビドラマ
- CQ! ペット21（1960年、日本テレビ）[1]
- 判事よ自らを裁け（1961年、TBS）※映像が現存する[2]
- 松本清張シリーズ・黒の組曲 第45話「殺意」（1963年、NHK） -　早川房子
- 青春放課後（1963年3月23日、NHK） - ふみ ※映像が現存する[3]
- とし子さん（1966年、TBS / 国際放映）- 成瀬夫人
- 連続テレビ小説・旅路（1967年 - 1968年、NHK）
- 青空に叫ぼう 第25話「先生のお荷物」（1967年12月20日、NET）
- でっかい青春　第9話「はくらい剣法」（1967年12月24日、NTV） -　山村正子
- 大奥 第47話～第49話（1969年、KTV）
- 炎の青春 第9話「愛のボールをブッ飛ばせ! 」（1969年7月7日、NTV）
- 暖春（1969年、CX）
- サインはV（1969年 - 1970年、TBS） - 朝丘志津
- 花王 愛の劇場 （TBS）
  - 北信濃絶唱（1972年）
  - 氷紋（1986年）
- それからの武蔵「対決二刀流」（1981年、テレビ東京）
- 女・その愛のシリーズ・たけくらべ（1974年、NET）
- 森村誠一シリーズ・腐蝕の構造（1977年、MBS・東映） - 間島信乃
- 俺はあばれはっちゃく 第33話「やめるな先生マル秘作戦」（1979年、ANB） - 佐々木菊代
- 真夜中のヒーロー（1980年、NTV）
- あさひが丘の大統領 第29話「大山・愛の叫び!」（1980年、NTV）
- 生徒諸君!（1980年、ANB）- 宮島里（北城尚子の祖母）
- 江戸の用心棒（1981年、CX） - つな
- 外科医 城戸修平 第13話「いのち美しく」（1983年、TBS）
- 火曜サスペンス劇場（NTV）
  - 「季節はずれのサンタクロース」（1985年）
  - 「あなたから逃れられない」（1986年）
- 月曜ワイド劇場「金属バット殺人事件」（1985年、ANB）
- 火曜サスペンス劇場「あなたから逃れられない」（1986年、NTV）
- さすらい刑事旅情編 第2話「L特急“踊り子”号最後の旧婚旅行」（1988年、ANB）
- 勝手にしやがれヘイ!ブラザー（1990年、NTV）

### その他のテレビ番組
- クイズ面白ゼミナール（1981年 - 1988年、NHK総合テレビ）

### CM
- サラリン錠（大塚製薬）
- オロナイン軟膏（大塚製薬）